# 田中祐四郎

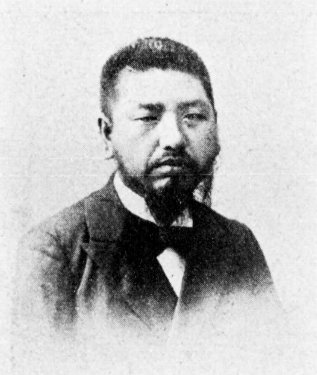
田中祐四郎

田中 祐四郎（たなか すけしろう、慶応4年2月9日（1868年3月2日） - 昭和16年（1941年）6月8日）は、日本の衆議院議員（立憲政友会→立憲民政党）、京都府上鳥羽村長。

## 経歴
山城国紀伊郡上鳥羽村（現在の京都市南区）出身。1891年（明治24年）には淀川改修委員に就任して、河川改修や航路の修築の実現に尽力した。また自由主義を推進するため、山城自由倶楽部を創設し、1894年（明治27年）には自由党山城支部に改めた。
同年、京都府会議員に当選し、8期務め、議長にも選出された。また上鳥羽村長を8期務めた。
1902年（明治35年）、第7回衆議院議員総選挙に出馬し、当選。第8回、第17回、第18回の4期務めた。